# Fushimi (Kyoto)

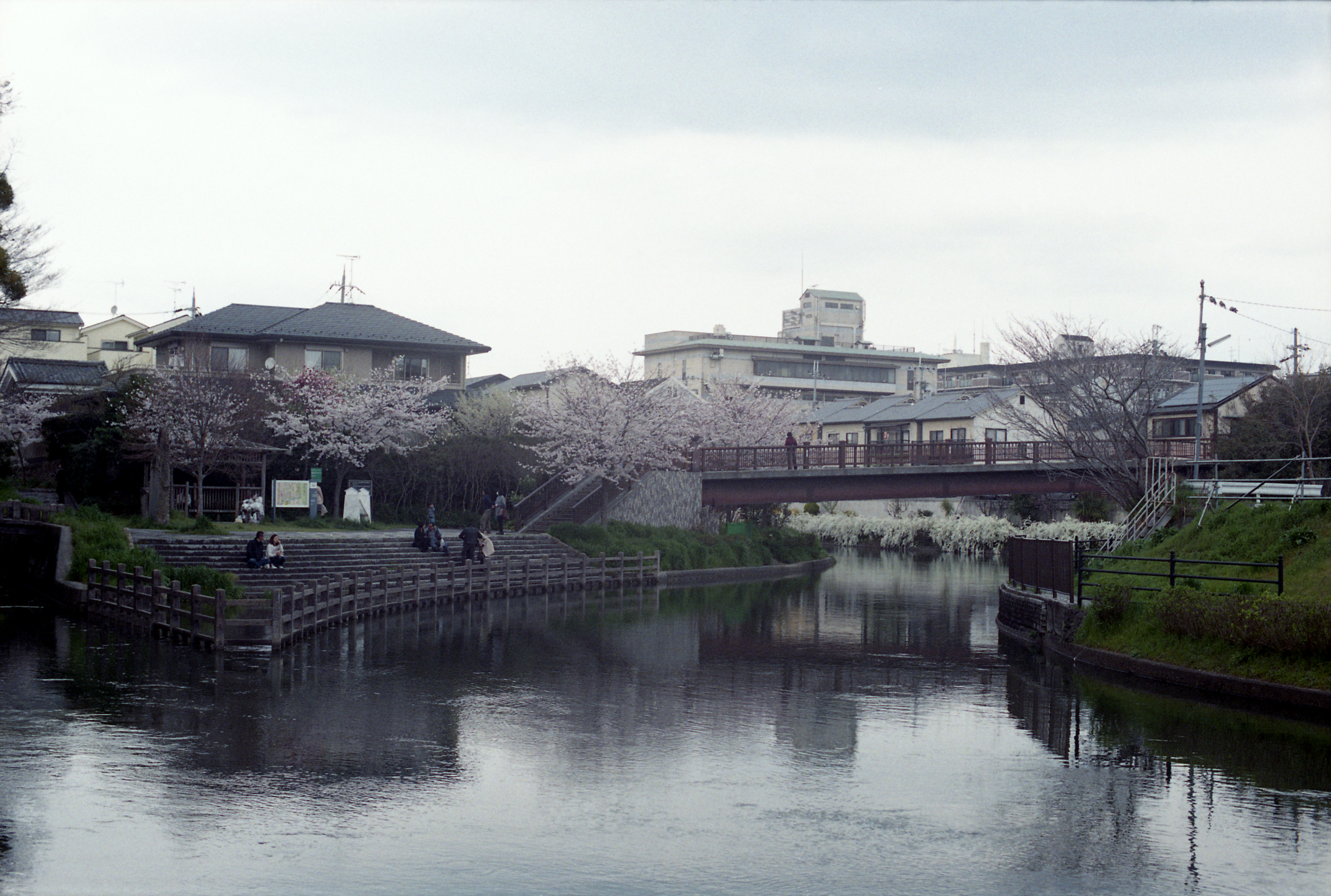
Canal navegable del llac Biwa

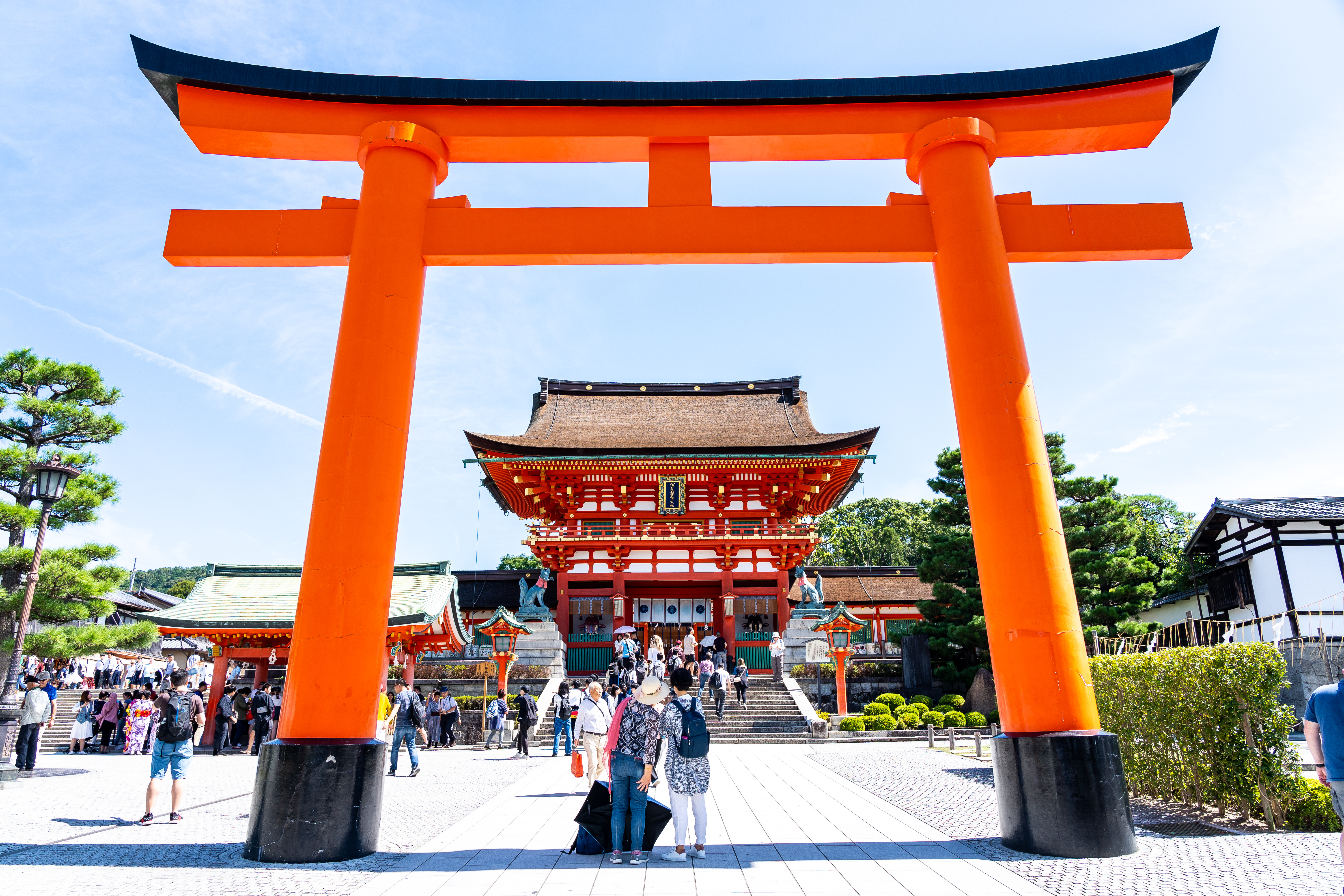
Gran santuari de Fushimi Inari

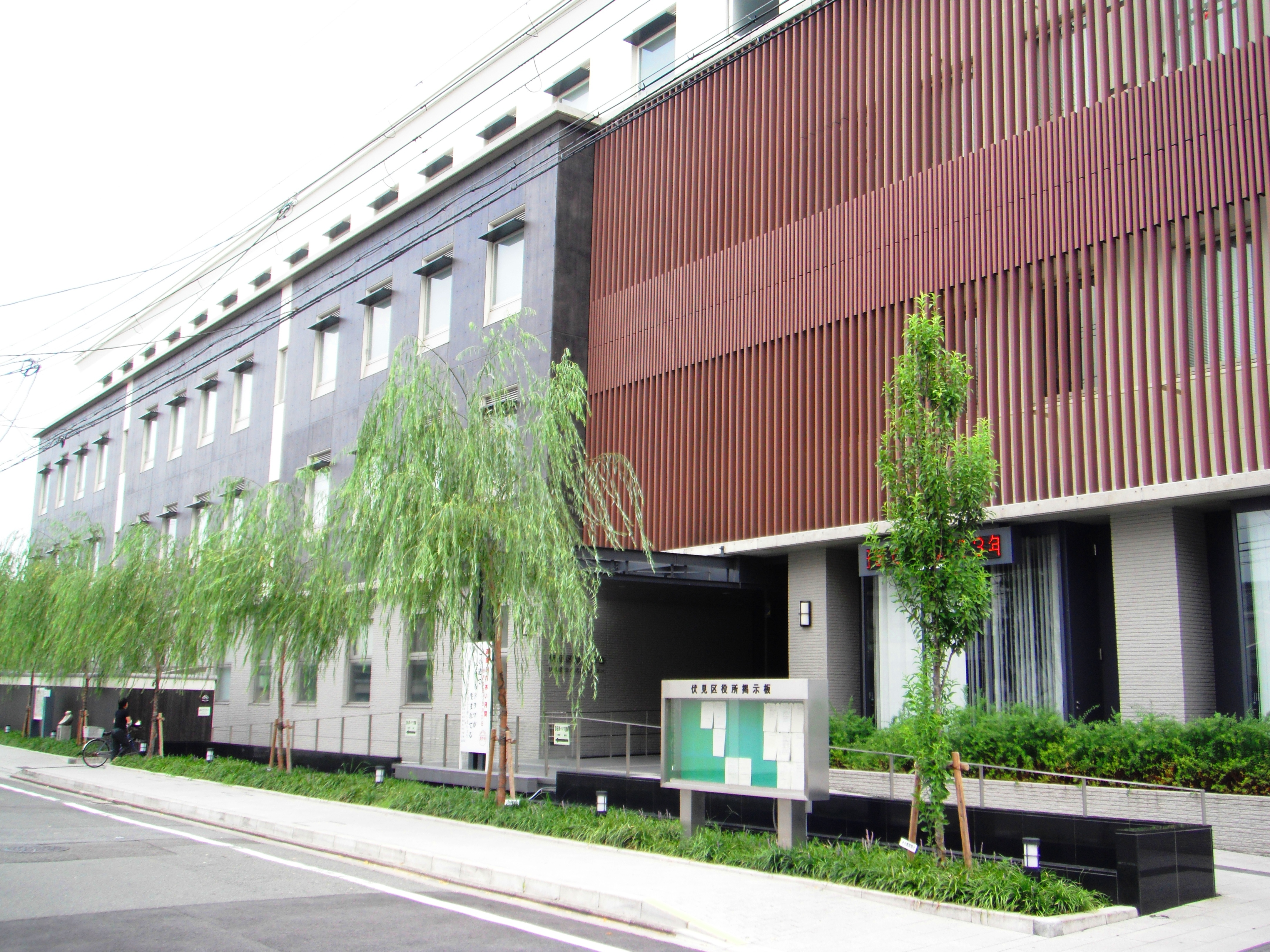
Ajuntament de districte

Fushimi (伏見区, Fushimi-ku) és un dels 11 districtes urbans de la ciutat de Kyoto, capital de la prefectura homònima, a la regió de Kansai, Japó. Fushimi és el districte més populós de tot Kyoto. Alguns llocs coneguts del districte són el gran santuari de Fushimi Inari (Fushimi-Inari taisha) amb els seus mil torii posats en filera al llarg del camí o el castell de Fushimi, erigit per Toyotomi Hideyoshi. La zona també és coneguda per ser el segon lloc del Japó on més sake es fa, sent on es troben els populars cellers Gekkeikan, proveidors de la Família Imperial del Japó.

## Geografia
El districte de Fushimi es troba localitzat a la part més meridional de la ciutat de Kyoto. Pel districte passen el riu Kamo i la canal del llac Biwa, els quals convergeixen dins. El terme del districte de Fushimi limita amb els de Minami, Higashiyama i Yamashina al nord; amb Otsu, a la prefectura de Shiga, a l'est; amb Kumiyama (districte de Kuse) i la ciutat d'Uji al sud. Cap a l'est s'hi troben les ciutats de Mukō, Nagaokakyō, Yawata i la vila de Ōyamazaki.
La zona ha estat coneguda històricament com un lloc amb bona aigua de deu natural. L'aigua de Fushimi té unes característiques suaus que fan d'ella un component esencial per al tipus de sake que es fa als cellers del districte.

### Barris
- Sumiyoshi (住吉)
- Itabashi (板橋)
- Minamihama (南浜)
- Takeda (竹田)
- Momoyama (桃山)
- Shimo-Toba (下鳥羽)
- Yoko-Ōji (横大路)
- Nōso (納所)
- Mukaijima (向島)
- Koga (久我)
- Hazukashi (羽束師)
- Yodo (淀)
- Inari (稲荷)
- Sunagawa (砂川)
- Fukakusa (深草)
- Fujinomori (藤森)
- Daigo (醍醐)

## Història
Fushimi és un districte ple d'història. Des dels seus inicis, fins a la fi del període Edo, la zona va pertànyer a l'antiga província de Yamashiro. La primera menció històrica del terme "Fushimi" es produeix al Nihon Shoki vora l'any 473. L'any 711 comença la construcció del gran santuari de Fushimi Inari o Fushimi-Inari taisha. El 1592, Toyotomi Hideyoshi construeix a Fushimi el castell de Fushimi o castell de Momoyama, destruït poc després i tornat a reconstruir a causa d'un terratrèmol. Al període del Bakumatsu, Sakamoto Ryōma va ser atacat a un allotjament de Fushimi, Teradaya, prop d'un any abans del seu assassinat.
L'1 d'abril de 1889, amb la nova llei de municipis, es crea la vila de Fushimi com a municipi modern. L'any 1894, les obres de la canal del llac Biwa passen per Fushimi, fussionant-se amb el riu Kamo. Fushimi serà protagonista l'any 1912 de les exèquies de l'Emperador Meiji, el qual tindria el seu mausoleu prop del castell de Fushimi. La vila de Fushimi és elevada a la categoria de ciutat l'1 de maig de 1929, però poc temps després, l'1 d'abril de 1931 es annexionada per la ciutat de Kyoto, donant lloc a l'actual districte. L'any 1964, el castell de Fushimi va ser reconstruït per complet en formigó amb un museu dedicat a la vida de Toyotomi Hideyoshi que fou tancat el 2003.

## Demografia
| 1920    | 1930    | 1940    | 1950    | 1960    | 1970    | 1980    |
| ------- | ------- | ------- | ------- | ------- | ------- | ------- |
| n/a     | n/a     | 92.714  | 105.437 | 135.293 | 190.569 | 257.156 |
| 1990    | 2000    | 2010    | 2020    | 2030    | 2040    | 2050    |
| 280.276 | 287.909 | 284.085 | 275.138 | -       | -       | -       |

## Transport

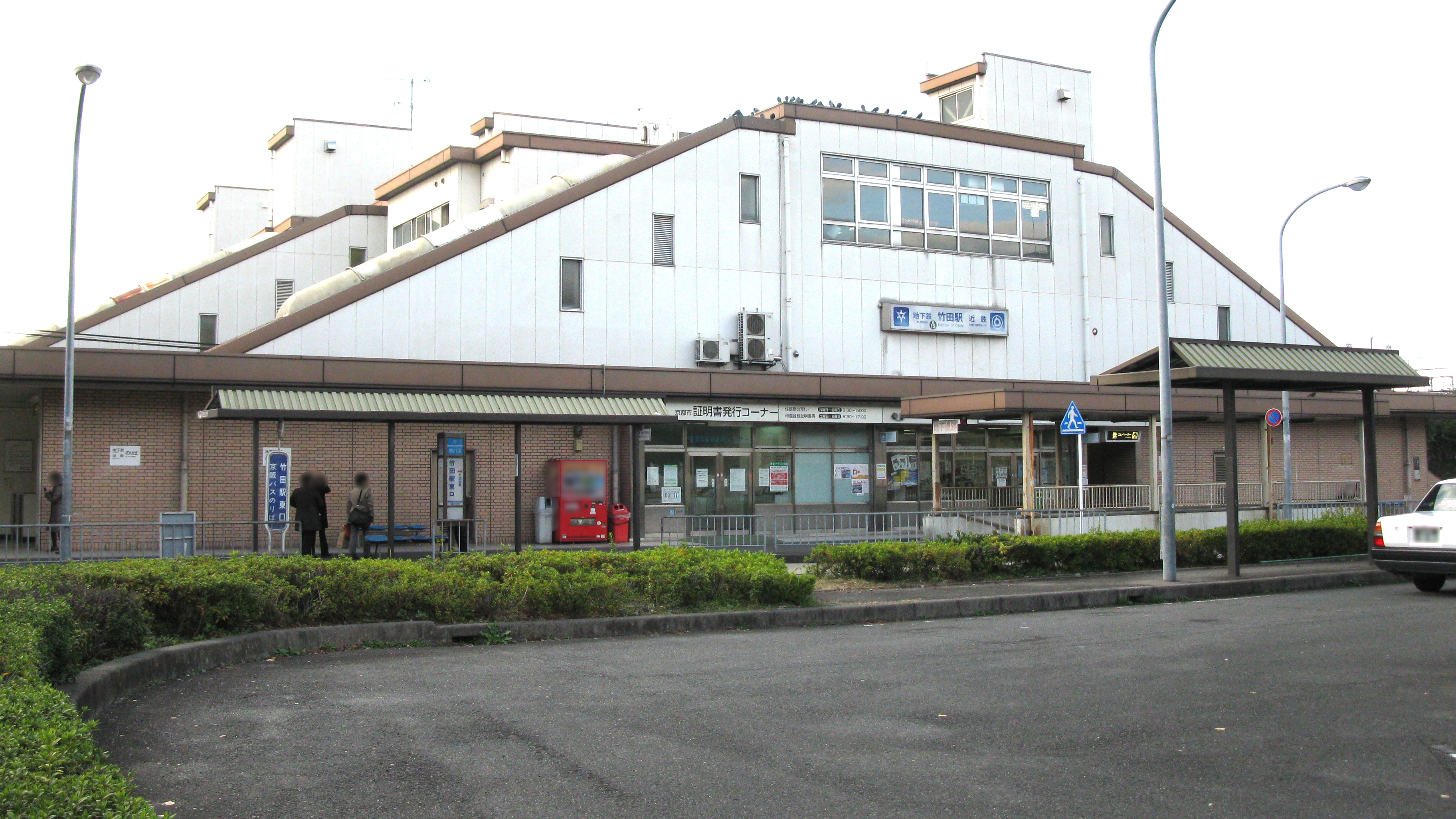
Estació de Takeda

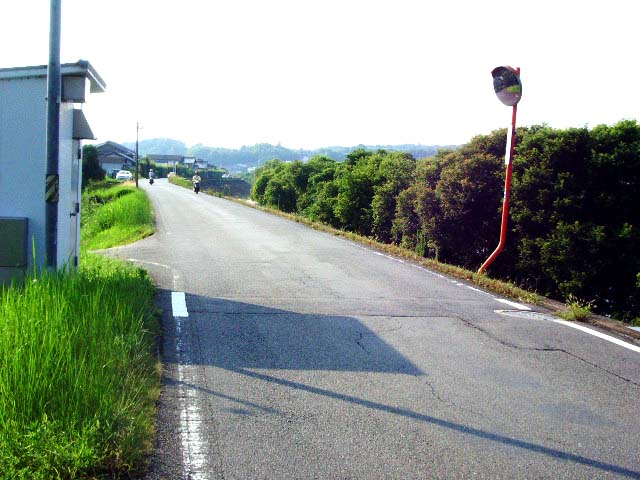
Prefectural 241 a una zona rural de Fushimi

### Ferrocarril
- Ferrocarril Kinki Nippon (Kintetsu)
  - Kamitobaguchi - Takeda - Fushimi - Kintetsu-Tanbabashi - Momoyamagoryō-mae - Mukaijima
- Ferrocarril Elèctric Keihan
  - Fushimi-Inari - Ryūkokudai-mae-Fukakusa - Fujinomori - Sumizome - Tanbabashi - Fushimi-Momoyama - Chūshojima - Yodo - Kangetsukyō - Momoyama-Minamiguchi - Rokujizō
- Companyia de Ferrocarrils del Japó Occidental (JR West)
  - Inari - Fujinomori - Momoyama
- Metro de Kyoto
  - Kuinabashi - Takeda - Daigo - Ishida

### Carretera
- Autopista de Nagoya-Kōbe (Meishin) - Keiji Bypass - Segona autopista Keihan
- Nacional 1 - Nacional 24 - Nacional 171 - Nacional 478
- Xarxa de carreteres prefecturals de Kyoto